# Maryam (sourate)
Pour les articles homonymes, voir Maryam (homonymie).
Maryam (arabe : مَرْيَمَ, français : Marie) est le nom traditionnellement donné à la 19e sourate du Coran, le livre sacré de l'islam. Elle comporte 98 versets. Rédigée en arabe comme l'ensemble de l'œuvre religieuse, elle fut proclamée, selon la tradition musulmane, durant la période mecquoise.

## Origine du nom
Bien que le titre Marie ne fasse pas partie du texte coranique de cette sourate, la tradition musulmane l'a nommée ainsi car elle parle de Marie (nommée Maryam en islam), la mère de Jésus de Nazareth (nommé ʿĪsā ou ʿĪsā ibn Maryam en islam).

## Historique
Il n'existe à ce jour pas de sources ou documents historiques permettant de s'assurer de l'ordre chronologique des sourates du Coran. Néanmoins selon une chronologie musulmane attribuée à Ǧaʿfar al-Ṣādiq (VIIIe siècle) et largement diffusée en 1924 sous l’autorité d’al-Azhar,, cette sourate occupe la 44e place. Elle aurait été proclamée pendant la période mecquoise, c'est-à-dire schématiquement durant la première partie de l'histoire de Mahomet avant de quitter La Mecque. Contestée dès le XIXe par des recherches universitaires, cette chronologie a été revue par Nöldeke,, pour qui cette sourate est la 58e.
Selon Neuwirth, reprenant l'ordre traditionnel, la sourate 19 aurait été révélée à la Mecque avant de faire l'objet d'une relecture dans la sourate 3 à Médine. Dye remarque que, contrairement à ce que l'auteur affirme, « on voit mal quelles  données coraniques indiqueraient, par exemple, que la sourate 19 est mecquoise ». Cet ordre s'appuie davantage sur la Sira.  Pour der Velden, la sourate 19 est contextualisé à la fin du Ier siècle de l'hégire et est alors liée à la Sira et placée dans un « cadre dogmatique sûr ». À propos des recherches menées par der Velden, Dye évoque le « caractère légendaire des récits de la Sīra sur la sourate 19 ».
Pour Dye, la sourate 19 est « la version retravaillée d'un texte qui a très probablement été composé après les conquêtes ». En effet, pour l'auteur, le texte s'explique davantage dans un contexte plus long que celui d'une composition uthmanienne. Dye et Bell voient dans les versets 34 à 40 un changement de rythme pouvant signifier une interpolation tardive de ceux-ci. Un débat existe chez les islamologues pour savoir si cette interpolation date de la période mecquoise ou de celle de la collecte du Coran par "les scribes qui ont collecté les textes épars qui allaient constituer le texte coranique". Cette interpolation peut être celle d'un logion de Mahomet ou même une rédaction de scribes selon Dye. Pour Mortensen, au milieu de la première partie, les versets polémiques 34-40 sont « clairement une interpolation », ce qui illustre l’existence de strates éditoriales dans cette sourate.

## Description
Cette sourate a fait l'objet d'une attention particulière, aussi bien pour l'exégèse musulmane que pour la recherche islamologique.
Cette sourate est la seule qui porte le nom d’une figure féminine, qui plus est la seule femme dont le nom est cité dans le Coran. Elle raconte l’histoire de Marie mère de Jésus (versets 16-35), connue dans la tradition islamique sous le nom de Maryam, avec des détails qui dénotent l’importance du personnage pour les musulmans. D’après le Coran, elle est née au sein d’une famille juive sacerdotale dévouée au service du Temple ayant joué un rôle central dans l’établissement de la chrétienté à côté de son fils Jésus, dénommé dans le Coran sous le nom de ʿĪsā, prophète occupant une place exceptionnelle dans l’islam. Dans sa traduction et son commentaire coranique, Nasr considère que ceci fait d’elle un trait d’union entre les trois grandes religions monothéistes : islam, judaïsme et chrétienté.
Dans ces mêmes versets et sur ceux qui suivent sont rapportés certains aspects de la vie d’un nombre de prophètes ayant bénéficié de grâces divines. La divinité de Jésus y est rejetée. Et enfin, y sont discutées des affirmations arrogantes des mécréants de la Mecque à qui est promis un châtiment (versets 66-98).

## Commentaires

### Manuscrits anciens
La sourate 19 est présente dans certains manuscrits anciens. Dans le palimpseste de Sanaa DAM 01-27.1, seul texte conservé de tradition non-ʿuṯmānienne,  elle est placée à la suite de la sourate 9 et dès les premiers versets, plusieurs variantes sont présentes. À l'inverse, le manuscrit de Birmingham contient la séquence conforme à la Vulgate, sourate 19 suivi de la sourate 20. Selon les listes des sourates des codex non-uthmaniens, la sourate Maryam serait la 12e sourate. Urvoy conclut : « on ne peut que supposer que les sourates en question étaient nettement plus courtes ou au contraire plus longues que dans la version officielle. ».

### Influences
Pour Reynolds, la référence à Jésus parlant dans son berceau renvoie à l'évangile apocryphe du pseudo-Mathieu, dans sa forme latine et probablement daté du début du VIIe siècle. L'auteur développe dans son ouvrage les liens et influences entre les écrits chrétiens et le texte coranique, en particulier l'Évangile de Luc et certains apocryphes comme le protévangile de Jacques (comme la sourate 3). Pour Mourad, il est aussi possible d'associer les versets 23-26 aux récits mythologiques de la naissance d'Apollon, hypothèse non impossible pour Dye mais soulevant une difficulté « assez sérieuse ».
La référence au palmier est une évocation de traditions chrétiennes pré-coraniques en lien, non avec la Nativité, mais avec la fuite en Égypte. L'association des deux, ainsi que d'autres éléments du texte pourrait être liée aux traditions liturgiques et populaires en lien avec l'église de Kathisma. Pour l'auteur, « Il y a par conséquent tout un faisceau d'indices concordants et indépendants qui rendent très plausible l'hypothèse d'un lien extrêmement étroit entre l'église du Kathisma et la composition de la sourate 19 ». Pour Dye, si ces traditions pourraient avoir été connues à La Mecque, l'hypothèse d'une composition après la prise de Jérusalem « mérite d'être prise au sérieux », ainsi que la possibilité d'un rédacteur hors du Hijaz. Les contre-arguments présentés par l'auteur dans son article  ne lui semblent pas convaincants. Ce contexte historique est partagé par Shoemaker.

### Analyse formelle
La sourate 19, composée de 98 versets peut être divisés en deux parties, la première allant jusqu'au verset 63. D'autres découpes ont été proposées (au verset 65 par exemple). En 2006, Gökkir propose de finir la première partie, plus narrative au verset 57. La première peut elle-même être divisées en subdivisions (2-15 : Histoire de Zacharie et de Jean le Baptiste, 16-33 : Histoire de Marie et Jésus, 34-40 : interlude polémique, 41-50 : Histoire d'Abraham et de son père, 51-53 : histoire de Moïse, 54-55 : Histoire d'Ismaël, 56-57 : Histoire d'Idris, 58-63 : Conclusion). Elle commence par un ensemble de « lettres mystérieuses ». La première partie présente successivement les histoires de Zacharie, Marie et Abraham. Les trois présentent une cohérence forte puisqu’elles tournent autour de la question de l’enfant et du parent. 
La première partie de la sourate est composée sous forme de strophe, avec la présence d'un refrain. Les parties narratives et dialoguées sont comparables au genre littéraire de la soghitha, genre religieux syriaque. Malgré des particularités coraniques, Dye parle d'une « soghitha coranique », centrée sur Marie et la Nativité  Les derniers passages, relatifs à Moïse, Ismaël et Idris, posent question. En raison de l'absence de dialogues, Dye se demande s'il s'agit d'une série d'eulogies concluant les soghita ou s'il ne s'agit pas que des « titres de chapitres ».

### Analyse littéraire
Un des récits de la sourate 19 est celui, « particulièrement obscur », de la naissance de Jésus. Dye remarque que d'autres passages, en particulier sur la question des locuteurs, sont peu clairs.
Hormis les versets 34-40 qui sont, pour les spécialistes, des interpolations, la première partie de la sourate est « un texte que l'on pourrait quasiment qualifier de chrétien (hormis peut-être quelques éléments dans Q 19 : 27-32, qui peuvent avoir une saveur plus spécifiquement islamique) ». Ce texte est, en cela, un texte de convergence, le plus grand dénominateur commun sur les sujets de la mariologie et de la christologie. Pour Dye, ce texte présente ce qui unit les mu'minûn (c'est-à-dire les croyants en islam) et différents groupes chrétiens : « le moindre ajout d'ordre christologique entraînerait un désaccord, soit entre mu'minûn et chrétiens, soit entre les différents groupes chrétiens. Le Christ n'est certes pas appelé « fils de Dieu », mais il est doté d'une nature exceptionnelle et suréminente ».
Cela contredit le point de vue de Neuwirth qui, sans exclure les versets 34-40, considère cette sourate comme opposée aux chrétiens, ce qui fit l'objet d'une relecture dans la sourate 3, plus favorable à ces derniers. Les versets 34-40 forment, en effet, un « patchwork de topoi coraniques anti-chrétiens » reprenant des motifs présents dans d'autres sourates (2, 10...) ou des citations d'autres (3...).

Texte de la sourate (Coran datant de 1874)
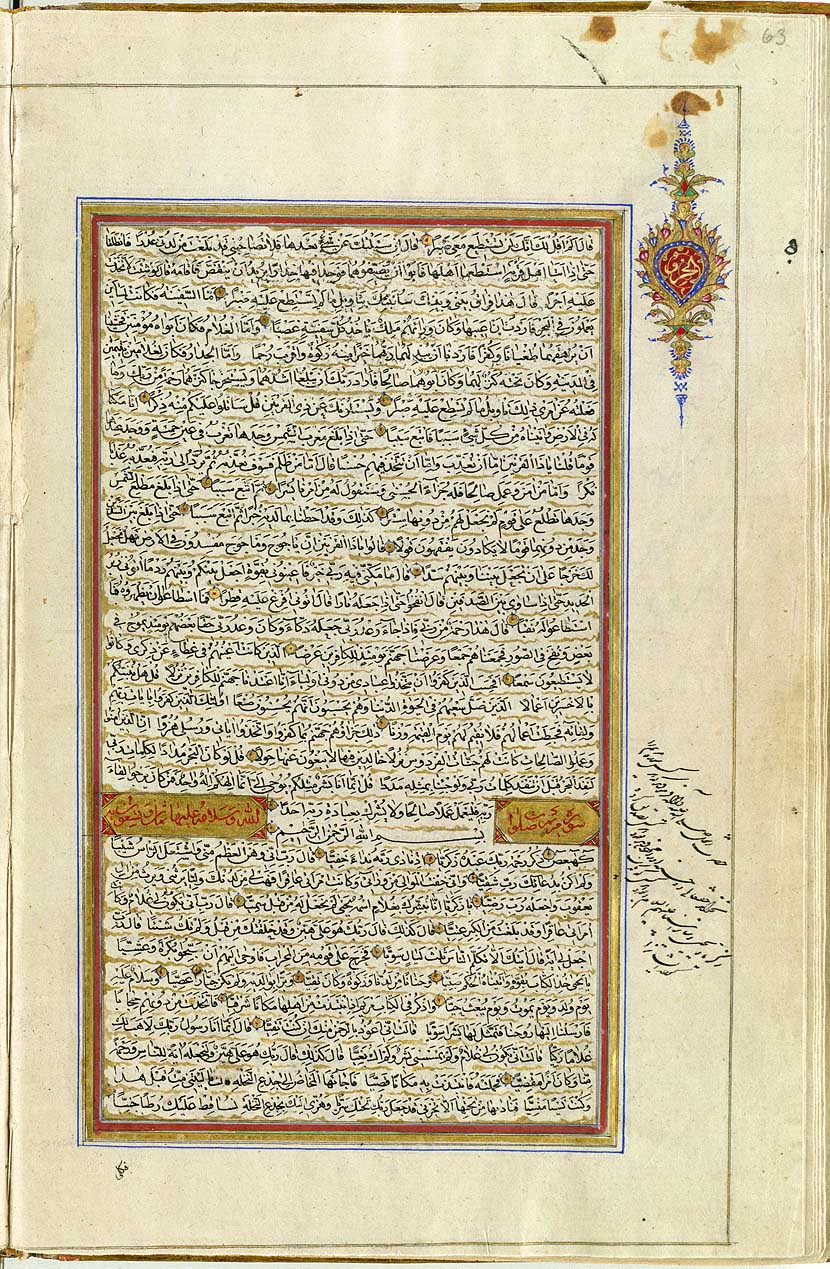
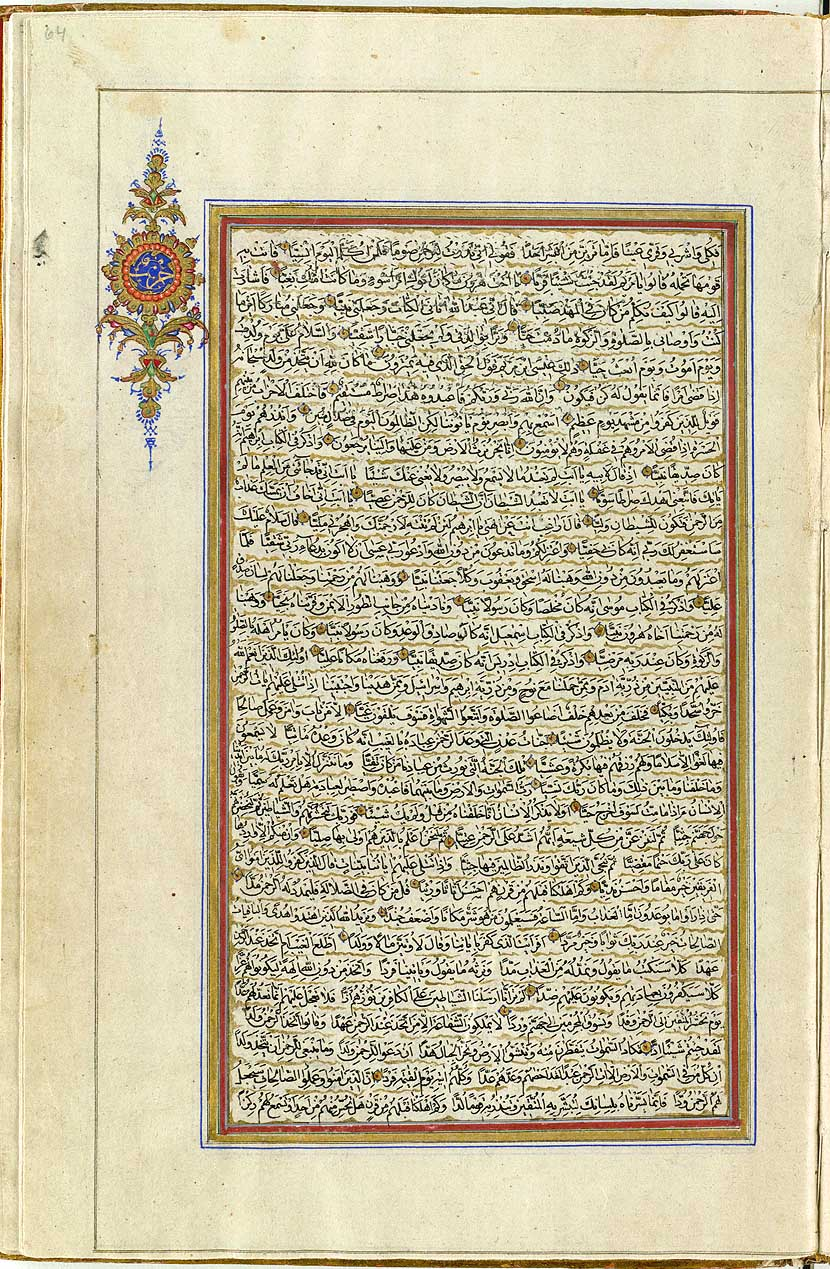